# قصة الخلق في سفر التكوين

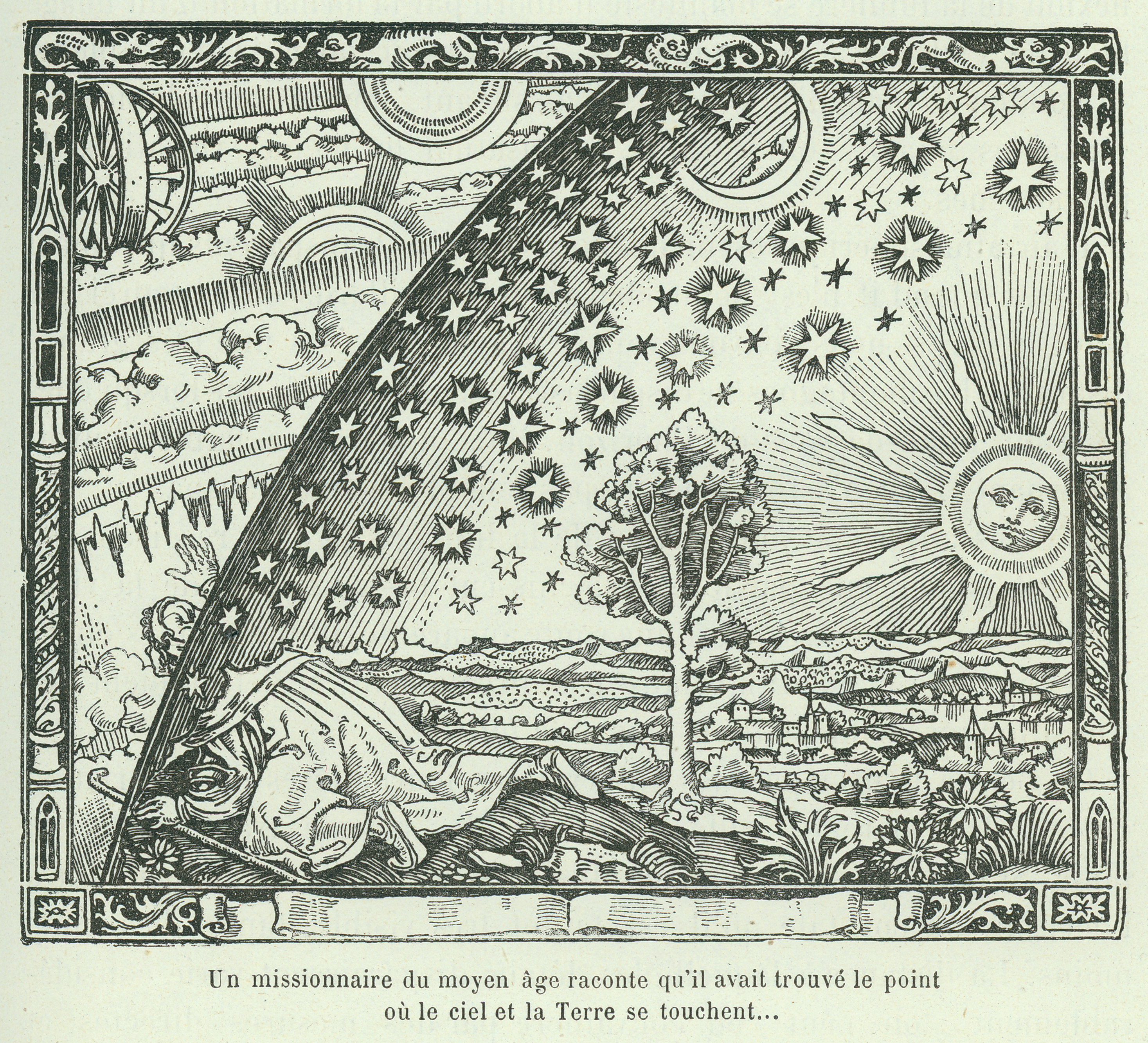

سرد الخلق في سفر التكوين هو أسطورة الخلق في كل من اليهودية والمسيحية. يتكون السرد من قصتين، أي ما يعادل تقريبًا الفصلين الأولين من سفر التكوين. في الأول، يخلق إلوهيم (الكلمة العبرية لله) السماوات والأرض في ستة أيام، ثم يرتاح في السابع ويباركه ويقدسه. في القصة الثانية، الله -المشار إليه الآن بالاسم يهوه- يخلق آدم، الرجل الأول، من التراب ويضعه في جنة عدن، حيث يُعطى السيادة على الحيوانات. يتم خلق حواء، أول امرأة، من آدم ويتم جعلها رفيقته.
تم أخذ بعض مواضيع السرد من أساطير بلاد ما بين النهرين، مع تكييفها مع إيمان بني إسرائيل بإله واحد، أول مسودة شاملة للتوراة (الكتب الخمسة التي تبدأ بسفر التكوين وتنتهي مع سفر التثنية) تألفت في أواخر القرن السابع أو القرن السادس قبل الميلاد (المصدر اليهوي) وتم توسيعها لاحقًا بواسطة مؤلفين آخرين (المصدر الكهنوتي) لتصبح عملًا يشبه إلى حد كبير العمل الذي لدينا اليوم. يمكن تحديد وجود المصدرين في رواية الخلق: الكهنوتي واليهوي. السرد المشترك هو نقد للاهوت بلاد ما بين النهرين للخلق، حيث يؤكد سفر التكوين على التوحيد وينكر الشرك.  وصف روبرت ألتر الرواية المدمجة بأنها «جذابة بطابعها الأصلي، وتكييفها للأسطورة مع الغايات التوحيدية».
سوء فهم النوع الفني لسرد سفر التكوين، بما في ذلك نية المؤلف (المؤلفين) والثقافة التي كتبوا ضمنها، يمكن أن يؤدي إلى قراءة خاطئة؛ القراءة الخاطئة للقصة واعتبارها كتاريخ وليس لاهوت تؤدي إلى الخلقية ورفض التطور. بصفته باحثًا في الدراسات اليهودية، قال جون د. ليفنسون: «ما مقدار التاريخ الذي يكمن وراء قصة سفر التكوين؟ لأن أحداث القصة البدائية لا يتم تمثيلها على أنها تحدث على متن التاريخ الإنساني العادي ولديها الكثير من الصلات بالأساطير القديمة، فمن غير المنطقي أن نعتبر قصصها واقعية تاريخيًا على الإطلاق.»

## التكوين

### تأثير بلاد ما بين النهرين

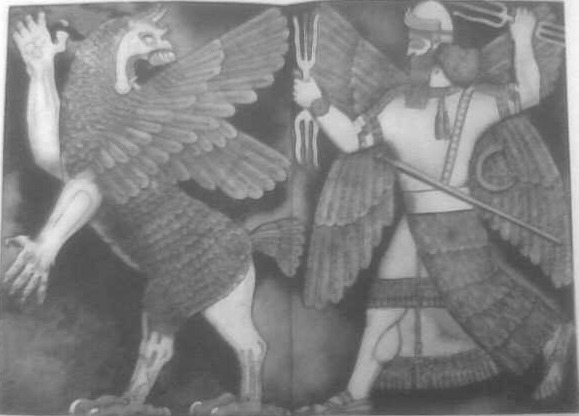
مردوخ، إله بابل، يدمر تيامات، تنين الفوضى البدائية.

يوفر علم الأساطير المقارن وجهات نظر تاريخية للأساطير اليهودية. استعار كلا المصدرين القابعين وراء سرد سفر التكوين بعض الأجزاء من أساطير بلاد ما بين النهرين، مع تكييفها مع إيمانهم بإله واحد، مما أسفر عن خلق توحيد في معارضة أسطورة الخلق الوثنية لجيران إسرائيل القدامى.
سفر التكوين 1-11 هو ملئ بأساطير بلاد ما بين النهرين. يحمل سفر التكوين 1 اختلافات واضحة وأوجه شبه كبيرة أيضا مع قصة الخلق الوطنية لبابل، إينوما إليش. من ناحية التشابهات، يبدأ كلاهما من مرحلة من الفوضى المائية قبل إنشاء أي شيء، في كليهما تفصل سماء ثابتة هذه المياه عن الأرض الصالحة للسكن، ويختتم كلاهما بإنشاء إنسان وبناء معبد للإله (في سفر التكوين 1، هذا المعبد هو الكون بأكمله). على جانب التناقضات، فإن سفر التكوين 1 هو توحيدي، ولا يقوم بأي محاولة لمعرفة أصول الله. ومع ذلك، فإن سفر التكوين 1 يحمل تشابها مع دورة بعل لجارة إسرائيل، أوغاريت.
ترك إينوما إليش أيضًا آثارًا على سفر التكوين 2. كلاهما يبدأ بسلسلة من العبارات عما لم يكن موجودًا في الوقت الذي بدأ فيه الخلق؛ يشتمل إينوما إليش على نبع (في البحر) كنقطة يبدأ فيها الخلق، كما في سفر التكوين 2: 6 حيث كان هناك نبع «سقي وجه الأرض كلها»؛ في كلتا الأساطير، خلق الرب / الآلهة أولاً رجلاً لخدمته، ثم الحيوانات والغطاء النباتي. في الوقت نفسه، وكما في سفر التكوين 1، غيرت النسخة اليهودية نموذجها البابلي تغييراً جذرياً: يبدو أن حواء، على سبيل المثال، تأخذ دور الإلهة الأم عندما تقول، في سفر التكوين 4: 1، إنها «خلقت رجلا مع الرب»، لكنها ليست إلهة مثل نظيرتها البابلية.
لدى سفر التكوين 2 توازي وثيق مع أسطورة أخرى من بلاد ما بين النهرين، ملحمة أترا-هاسس - وهو توازي يمتد في جميع أنحاء تكوين 2-11، من الخلق إلى الطوفان وما بعده. يشترك الاثنان في العديد من تفاصيل الحبكة (مثل الحديقة الإلهية ودور الرجل الأول في الحديقة، وخلق الرجل من مزيج من الأرض والمادة الإلهية، وفرصة الخلود، وما إلى ذلك)، ولهما نفس الشكل الموضوع العام: التوضيح التدريجي لعلاقة الإنسان بالله (أو الآلهة) والحيوانات.
تتم مقارنة قصة جنة عدن بالأسطورة السومرية التي خلقت فيها آلهة ننهورساج حديقة جميلة مليئة بالنباتات والأشجار المورقة، التي تسمى إدينو، في دلمون، الجنة الأرضية السومرية، وهي مكان اعتقد السومريون أنه موجود شرق أرضهم، وراء البحر. أعطت ننهورساج إنكي، عشيقها وشقيقها، مهمة السيطرة على الحيوانات البرية والحديقة، ولكن أصبح إنكي فضوليا حول الحديقة، ومساعده، أدبا، اختار سبعة نباتات (ثمانية في بعض الروايات)، وقدمها لإنكي، والذي أكلها. هذا أغضب ننهورساج، وتسبب في مرض إنكي. شعر إنكي (Enki) بألم في ضلعه، وهي تورية باللغة السومرية، حيث كلمة "ti" "تعني كلاً من "الضلع" و"الحياة". أقنعت آلهة أخرى ننهوراساج بقبول التوبة. ثم أنشأ ننهوراساج إلهة جديدة، كان اسمها نينتي، (اسم مؤلف من "Nin"، أو"سيدة "، و"ti"، والتي يمكن ترجمتها على أنها "سيدة الحياة " أو"سيدة الضلع")، لعلاج إنكي. يقترح بعض العلماء أن هذا كان بمثابة الأساس لقصة حواء باعتبارها "أم الحياة" وسيدة الضلع، التي تم إنشاؤها من ضلع آدم في سفر التكوين.  

## النص
يعود التقسيم الحديث للكتاب المقدس إلى إصحاحات إلى سنة 1200 م تقريبا وتقسيمه إلى آيات إلى وقت لاحق. لذلك فالفصل بين الإصحاح الأول والثاني تقسيم لاحق. يعتقد بعض علماء الكتاب أن سفر التكوين يبدأ بقصتي خلق: الأولى من 1:1 إلى 2: 3 والثانية من 2: 4 ب إلى 2: 25 بينما تشكل 2: 4 أ وصلة بين القصتين. ويعتقد آخرون أن القصة الثانية استمرار للأولى.[بحاجة لمصدر]

### القصة الأولى – "أسبوع الخلق
تتألف قصة أسبوع الخلق من ثمانية أوامر إلهية نفذت في ستة أيام وتبعها يوم سابع للراحة:

1: 1 في البدء خلق الله السموات والأرض
1: 2 وكانت الأرض خربة وخالية وعلى وجه الغمر ظلمة وروح الله يرف على وجه المياه
1: 3 وقال الله ليكن نور فكان نور

- اليوم الأول: خلق الله النور وهذا أول أمر إلهي (ليكن نور).[24] وفصل النور عن الظلمة فسمى «النهار» و«الليل».
- اليوم الثاني: خلق الله الجلد وهذا ثاني أمر (ليكن جلد) ليفصل بين المياه التي تحت الجلد والمياه التي فوق الجلد. سمى الجلد «السماء».
- اليوم الثالث: أمر الله المياه التي تحت السماء أن تجتمع في مكان واحد وأن تظهر اليابسة، وهذا الأمر الثالث. سمى «الأرض» و«البحر»، والأمر الرابع عندما أمر الأرض أن تنتج عشبا وبقلا وأشجار ثمر.
- اليوم الرابع: خلق الله الأنوار أي الشمس والقمر في جلد السماء (الأمر الخامس) ليفصل النور عن الظلمة وتكون علامات للأيام والفصول والسنين.
- اليوم الخامس: أمر الله البحار أن «تفيض بزحافات حية» وأن تطير الطيور في جلد السماء (الأمر السادس)، أي خلق الطيور ومخلوقات البحر وأمرها بالتكاثر.
- اليوم السادس: أمر الله اليابسة أن تخرج مخلوقات حية (الأمر السابع)، أي خلق البهائم والوحوش والدابات. ثم خلق الإنسان ذكرا وأنثى على صورته وشبهه (الأمر الثامن). وقال لهم «اثمروا واكثروا واملأوا الأرض وأخضعوها وتسلطوا على سمك البحر وعلى طير السماء وعلى كل حيوان يدب على الأرض».[25]
- اليوم السابع: بعد إكمال خلق السماوات والأرض «فرغ الله في اليوم السابع من عمله الذي عمل فاستراح في اليوم السابع من جميع عمله الذي عمل. وبارك الله اليوم السابع وقدسه لانه فيه استراح من جميع عمله الذي عمل».[26]